# Rezonville
Rezonville era una comuna francesa, situada en el departamento de Mosela, de la región del
Gran Este, que el 1 de enero de 2019 pasó a ser una comuna delegada y la sede de la comuna nueva de Rezonville-Vionville.

## Geografía
Está ubicada a 15 km al oeste de Metz, fronteriza con el departamento de Meurthe y Mosela.

## Historia
Desde 1871 hasta 1919, pertenece al Territorio de Alsacia y Lorena en el Imperio alemán.
El 1 de enero de 2019 pasó a ser una comuna delegada y la sede de la comuna nueva de Rezonville-Vionville al fusionarse con la comuna vecina de Vionville.

## Demografía
| 226 | 230 | 227 | 235 | 287 | 329 | 360 | 338 | 317 |
| Para los censos de 1962 a 1999 la población legal corresponde a la población sin duplicidades (Fuente: INSEE [Consultar]) |     |     |     |     |     |     |     |     |